# Jhumpa Lahiri
Nilanjana Sudeshna Lahiri (bekend onder de naam Jhumpa Lahiri, Londen, 11 juli 1967) is een Amerikaans schrijfster van Indiase komaf.
Lahiri's ouders zijn afkomstig uit de regio West-Bengalen in India. Ze groeide op in de Verenigde Staten en gebruikte al snel haar bijnaam Jhumpa als voornaam. Voor haar verhalenbundel Interpreter of Maladies kreeg ze in 2000 de Pulitzerprijs. Haar roman The Lowland werd genomineerd voor de Booker Prize. Haar debuutnovelle The Namesake werd verfilmd met dezelfde titel. Ze is lid van de President's Committee on the Arts and Humanities.

## Werk
| Jaar | Titel                   | Titel vertaling (jaar, vertaler, uitgever)                | Notitie                                                                                 |
| ---- | ----------------------- | --------------------------------------------------------- | --------------------------------------------------------------------------------------- |
| 1999 | Interpreter of Maladies | Een tijdelijk ongemak (2011, Marijke Emeis, Meulenhoff)   | Korte verhalen - Pulitzerprijs 2000                                                     |
| 2008 | Unaccustomed Earth      | Vreemd land (2009, Ko Kooman, Meulenhoff)                 | Korte verhalen                                                                          |
| 2022 | Racconti Romani         | Romeinse verhalen (2023, Manon Smits, Atlas Contact)      | Korte verhalen                                                                          |
| 2003 | The Namesake            | De naamgenoot (2003, Ko Kooman, Meulenhoff)               | Roman                                                                                   |
| 2013 | The Lowland             | Twee broers (2014, Ko Kooman, Meulenhoff)                 | Roman, genomineerd voor de Booker Prize 2014 en de National Book Award for Fiction 2014 |
| 2018 | Dove mi trovo           | Waar ik nu ben (2019, Manon Smits, Atlas Contact)         | Roman                                                                                   |
| 2015 | In altre parole         | Met andere woorden (2015, Manon Smits, Atlas Contact)     | Non-fictie                                                                              |
| 2016 | Il vestito dei libri    | De kleren van het boek (2017, Manon Smits, Atlas Contact) | Non-fictie                                                                              |